# Pallacanestro Pozzuoli 2012-2013
Questa voce raccoglie le informazioni riguardanti la Pallacanestro Pozzuoli nelle competizioni ufficiali della stagione 2012-2013.

## Stagione
Nella stagione 2012-2013 la Pallacanestro Pozzuoli, sponsorizzata G.M.A., ha partecipato alla Serie A1 femminile.

## Verdetti stagionali
Competizioni nazionali
- Serie A1:

stagione regolare: 9º posto su 10 squadre (4 vinte, 14 perse);

## Rosa
|    | Naz.                   | Ruolo | Sportivo         | Anno | Alt. |  |       |
| -- | ---------------------- | ----- | ---------------- | ---- | ---- |  | ----- |
| 5  | Italia (bandiera)      | P     | Viviana Giordano | 1989 | 167  |  |       |
| 6  | Italia (bandiera)      | G     | Enrica Pavia     | 1989 | 176  |  |       |
| 7  | Germania (bandiera)    | C     | Lisa Koop        | 1985 | 197  |  | [ 2 ] |
| 8  | Italia (bandiera)      | G     | Elettra Ferretti | 1993 | 175  |  |       |
| 9  | Ucraina (bandiera)     | AC    | Ol'ha Mazničenko | 1991 | 190  |  |       |
| 10 | Stati Uniti (bandiera) | G     | Kalana Greene    | 1987 | 178  |  | [ 3 ] |
| 12 | Italia (bandiera)      | G     | Sara Lubrano     | 1994 | 160  |  |       |
| 13 | Stati Uniti (bandiera) | G     | Kelly Mazzante   | 1982 | 182  |  | [ 4 ] |
| 14 | Italia (bandiera)      | C     | Maria Minervino  | 1986 | 194  |  |       |
| 16 | Italia (bandiera)      | A     | Alice Richter    | 1991 | 184  |  |       |
| 17 | Italia (bandiera)      | A     | Sara Baggioli    | 1989 | 180  |  |       |
| 20 | Stati Uniti (bandiera) | P     | Darxia Morris    | 1989 | 172  |  |       |

## Statistiche

### Statistiche delle giocatrici
| Giocatrice       | Partite | Partite | Min. | Pun | Tiri da 2 | Tiri da 2 | Tiri da 2 | Tiri da 3 | Tiri da 3 | Tiri da 3 | Tiri Liberi | Tiri Liberi | Tiri Liberi | Rimbalzi | Rimbalzi | Rimbalzi | Palle | Palle | Stopp. | Stopp. | Ass | Falli | Falli | Val. |
| Giocatrice       | Pr      | PG      | Min. | Pun | R         | T         | %         | R         | T         | %         | R           | T           | %           | D        | O        | T        | P     | R     | S      | D      | Ass | F     | S     | Val. |
| ---------------- | ------- | ------- | ---- | --- | --------- | --------- | --------- | --------- | --------- | --------- | ----------- | ----------- | ----------- | -------- | -------- | -------- | ----- | ----- | ------ | ------ | --- | ----- | ----- | ---- |
| Sara Baggioli    | 19      | 19      | 428  | 95  | 14        | 44        | 32        | 20        | 82        | 24        | 7           | 12          | 58          | 44       | 6        | 50       | 22    | 32    | 5      | 2      | 5   | 38    | 19    | 41   |
| Elettra Ferretti | 19      | 18      | 229  | 44  | 6         | 23        | 26        | 4         | 22        | 18        | 20          | 31          | 65          | 10       | 20       | 30       | 19    | 15    | 2      |        | 9   | 38    | 29    | 22   |
| Viviana Giordano | 19      | 18      | 343  | 77  | 24        | 69        | 35        | 4         | 25        | 16        | 17          | 26          | 65          | 23       | 13       | 36       | 43    | 37    | 6      |        | 13  | 39    | 38    | 38   |
| Kalana Greene    | 12      | 10      | 315  | 97  | 33        | 77        | 43        | 2         | 12        | 17        | 25          | 38          | 66          | 65       | 15       | 80       | 24    | 25    | 1      | 4      | 5   | 23    | 27    | 123  |
| Lisa Koop        | 10      | 10      | 255  | 74  | 32        | 68        | 47        | 0         | 1         | 0         | 10          | 19          | 53          | 36       | 29       | 65       | 28    | 9     | 2      | 3      | 1   | 36    | 16    | 56   |
| Sara Lubrano     | 16      | 2       | 2    | 0   |           |           |           |           |           |           |             |             |             |          |          |          |       |       |        |        |     |       |       |      |
| Ol'ha Mazničenko | 19      | 13      | 429  | 170 | 41        | 107       | 38        | 22        | 59        | 37        | 22          | 27          | 81          | 52       | 40       | 92       | 41    | 31    | 6      | 4      | 10  | 40    | 32    | 144  |
| Maria Minervino  | 19      | 13      | 172  | 13  | 6         | 15        | 40        | 0         | 1         | 0         | 1           | 2           | 50          | 15       | 4        | 19       | 14    | 4     | 1      |        | 5   | 18    | 6     | 3    |
| Darxia Morris    | 19      | 19      | 634  | 313 | 83        | 206       | 40        | 34        | 105       | 32        | 45          | 55          | 82          | 76       | 17       | 93       | 70    | 44    | 4      |        | 26  | 48    | 63    | 213  |
| Enrica Pavia     | 19      | 19      | 516  | 141 | 37        | 84        | 44        | 12        | 63        | 19        | 31          | 50          | 62          | 42       | 21       | 63       | 47    | 33    | 8      |        | 16  | 49    | 70    | 102  |
| Alice Richter    | 19      | 19      | 477  | 117 | 36        | 95        | 38        | 11        | 31        | 35        | 12          | 16          | 75          | 49       | 27       | 76       | 31    | 14    | 8      | 2      | 8   | 61    | 23    | 57   |